# Daniel Melén
Daniel Ola Todd Melén, född 24 november 1995, är en svensk röstskådespelare. Han har medverkat i ett antal svenska dubbningar, däribland Happy Feet (2006), Myrmobbaren (2006), Bambi 2 (2006), Ponyo på klippan vid havet (2008), Asterix på Olympiaden (2008), Till vildingarnas land (2009), Nanny McPhee och den magiska skrällen (2010), Rio (2011), Natt på museet: Gravkammarens hemlighet (2014) och Rio 2 (2014) samt ett antal TV-sända barnprogram 2010–2018.